# Музей-квартира А. М. Горького (Нижний Новгород)
Музе́й-кварти́ра А. М. Го́рького является филиалом Государственного ордена Почёта музея А. М. Горького и расположен в г. Нижний Новгород на ул. Семашко, 19.

## История

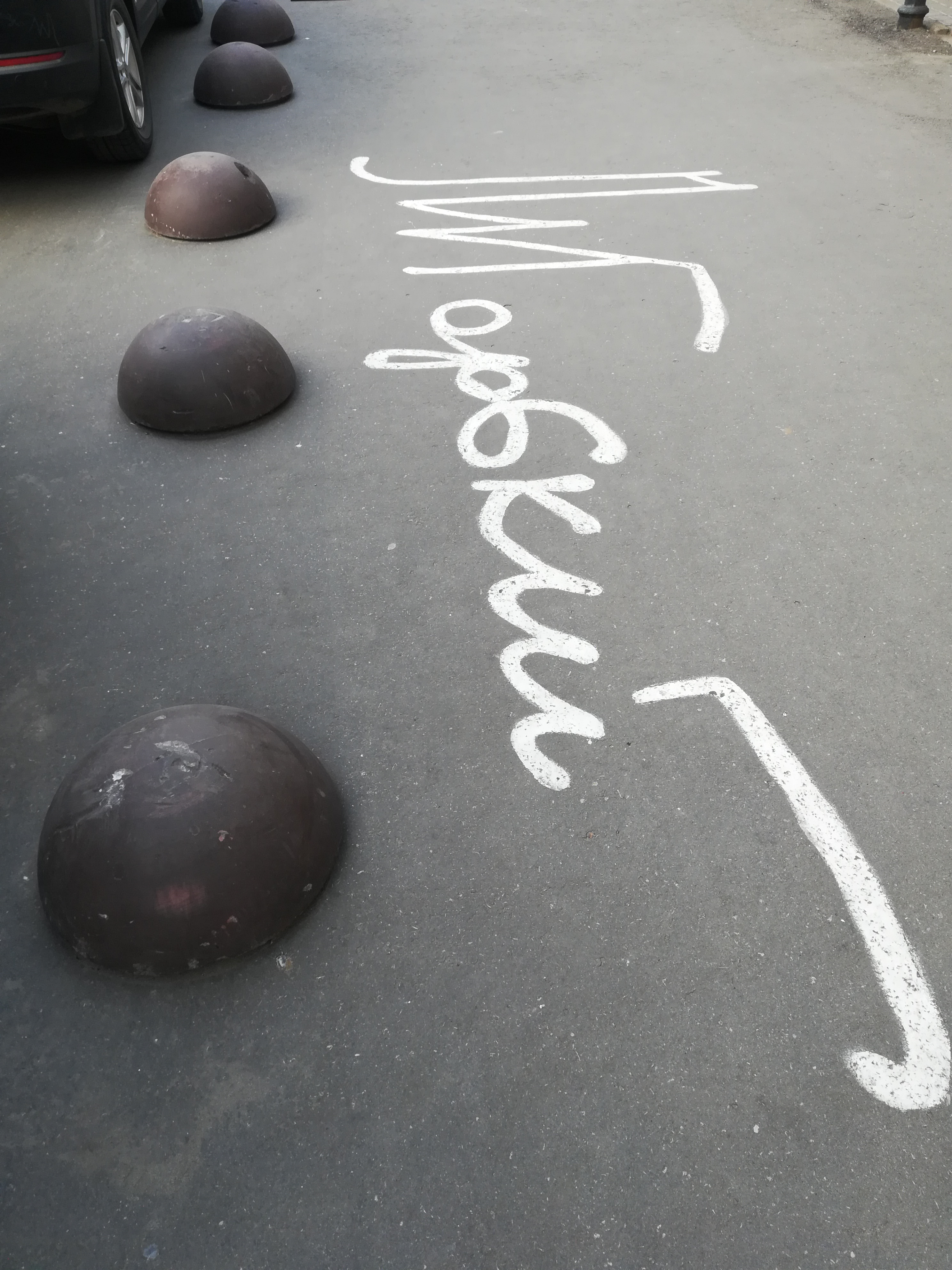
Перед входом в музей

Музей был открыт в 1971 году в доме, в котором Максим Горький жил с 1902 по 1904 год. Горький снял квартиру в доме Н. Ф. Киршбаума в сентябре 1902 года и поселился здесь с семьёй. К этому времени он стал известным писателем, в 1903 и 1904 годах ему была присуждена Грибоедовская премия, он был ведущим автором репертуара Московского Художественного театра, его произведения переведены на 16 языков. Здесь Горький завершил пьесу «На дне» и пережил её успех. В этом доме в гостях у Горького бывали писатели Леонид Андреев и Евгений Чириков, певец Фёдор Шаляпин, различные артисты.
В 1904 году новая страстная любовь к актрисе Марии Андреевой, новые литературные и общественные связи, стремление полнее реализовать себя побудили Горького расстаться с семьёй, покинуть родной город. Больше в Нижнем Новгороде Горький никогда не жил.
В создании музея принимала жена писателя Е. П. Пешкова, а также невестка — Н. А. Пешкова, внучки — Марфа и Дарья, дочь Шаляпина.

Мемориальные доски
В честь М. Горького
В честь Ф. И. Шаляпина
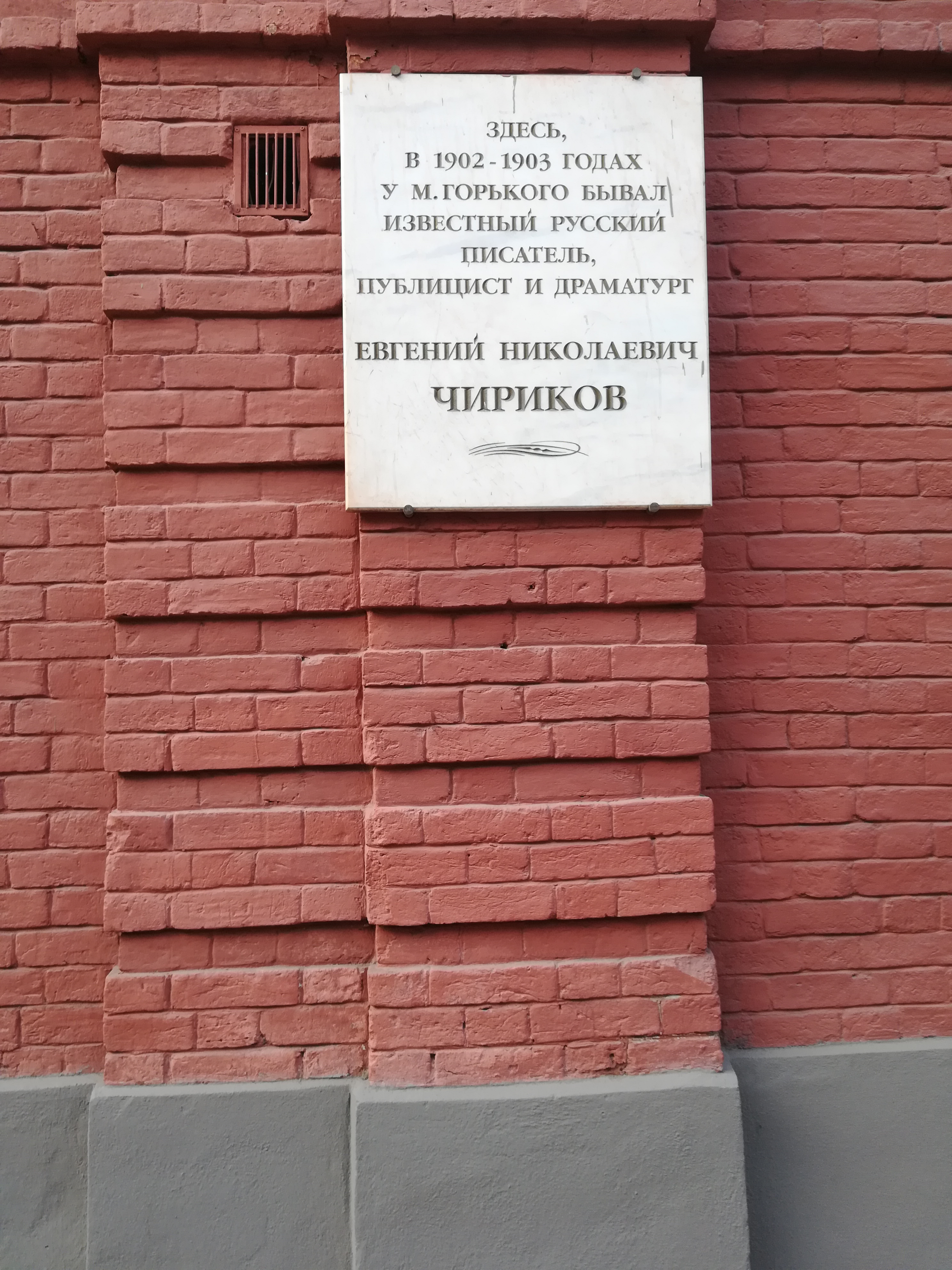
В честь Е. Н. Чирикова
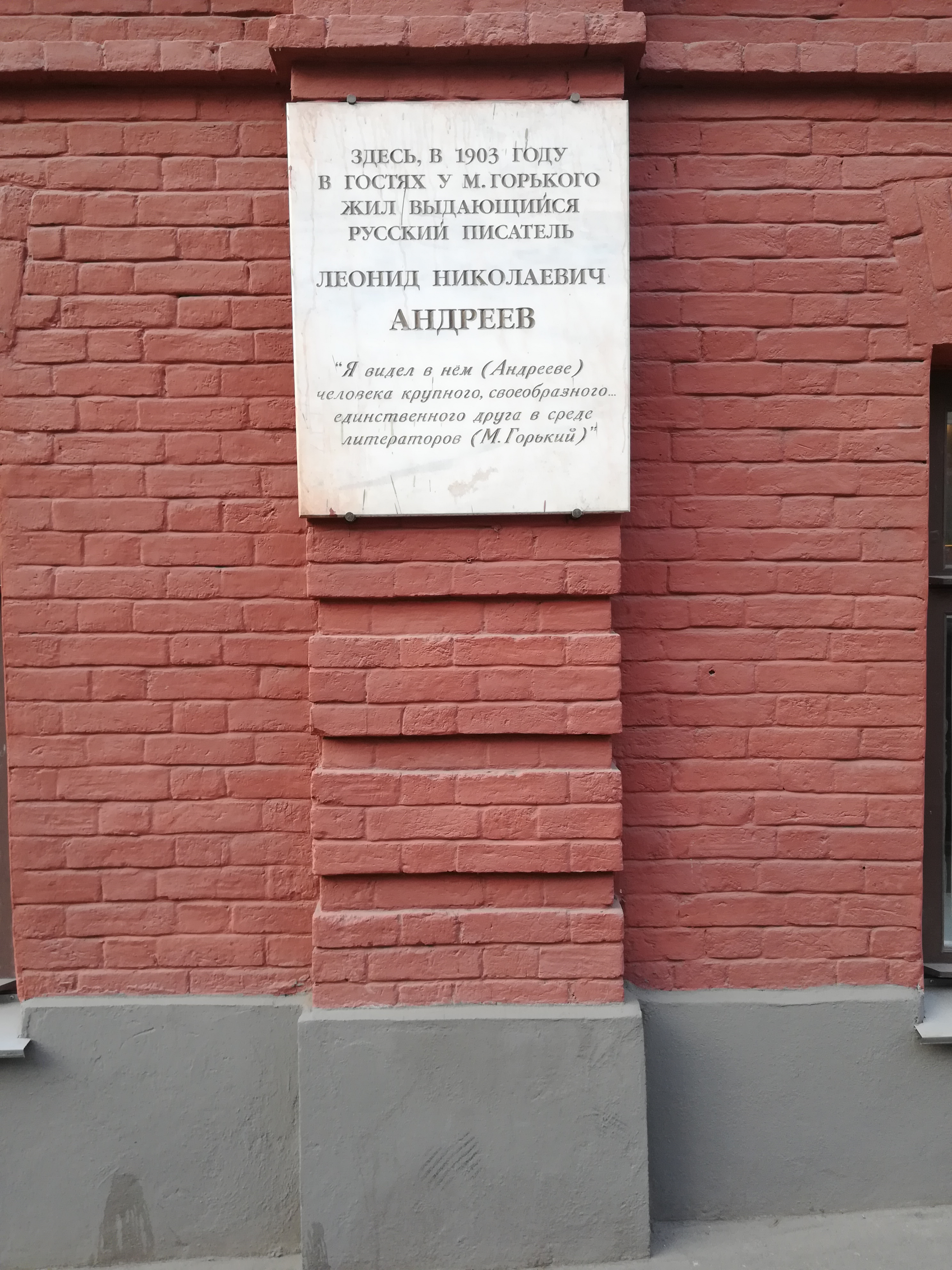
В честь Л. Н. Андреева

## Экскурсия по залам музея
Посетителям предлагаются тематические экскурсии:
- Последняя нижегородская квартира А. М. Горького — центр общественной и культурной жизни Нижнего Новгорода.
- А. М. Горький и Ф. И. Шаляпин.
- А. М. Горький и театр.
- А. М. Горький и дети.

Первый этаж музея занимают тематические выставки. Открыта «Зелёная гостиная» в стиле конца XIX — начала XX для литературно-театральных и научных мероприятий. В музее действует литературный клуб «Дом с мезонином».
По деревянной лестнице посетители поднимаются на второй этаж дома и видят старинную бронзовую табличку с надписью «А. М. Пешковъ» на двери. Экскурсия начинается с прихожей. На стене телефон, рядом — большая дубовая вешалка и сундук, покрытый домотканой дорожкой. Напротив располагается шведский шкаф с книгами, над ним картина «Старая Русь», подаренная Алексею Максимовичу художником В. Орловым. Из прихожей можно пройти в комнаты, которые занимала семья писателя:
Кабинет Е. П. Пешковой
Здесь можно увидеть личные вещи и награды жены А. М. Горького, фотографии, книги и документы разных лет.
Комната для гостей («шаляпинская»)
В этой комнате с 17 августа по 7 сентября 1903 года жил Ф. И. Шаляпин. Здесь экспонируются личные вещи певца: письменный стол, чернильница «Булька», подсвечник, машинка для затачивания карандашей. На этажерке находится дорожный несессер, на стене — часы, подаренные Шаляпину «Обществом вспомоществования учащимся женщинам в Москве»
Гостиная
В этой комнате Горький читал свои произведения, устраивал собрания, концерты-импровизации, на которых пел Ф. Шаляпин.
Детская
В комнате стоят металлические детские кровати с покрывалами, матерчатая ширма между ними, парта, стол, книжный шкаф (на полках детские книги и скрипка), комод для белья, верстак. Посередине комнаты — большой ковёр, на нём игрушки, камешки, привезённые сыном писателя Максимом из Крыма. На стенах — фотографии няни М. И. Ореховой-Медведевой, А. М. Горького, М. А. Волжиной.
В дни зимних каникул здесь устраиваются утренники «Горьковские ёлки».
Комната М. А. Волжиной, матери Е. П. Пешковой
Обстановка комнаты: комод и старинный секретер красного дерева с бронзой, стол, постель, шкаф для одежды. На комоде находятся семейные фотографии. На столе, рядом с керосиновой лампой — комплекты журналов «Нива» и «Стрекоза». В углу комнаты — швейная машинка и манекен для примерки платьев.
Кабинет А. М. Горького
Здесь находятся вещи, которые были особенно дороги писателю. Посередине комнаты стоит большой письменный стол. На нём стопки рукописей, письма, фотографии близких людей, письменные принадлежности. В кабинете можно увидеть книги, бронзовую статуэтку, изображающую К. С. Станиславского в роли доктора Штокмана, коллекцию нэцкэ, бронзовый охотничий рог, цветную гравюру В. В. Верещагина «Наполеон в Кремле». От окна до большого книжного стеллажа расположилась тахта с пристенёнными подушками.
Спальня Пешковых
Обстановка комнаты: две железные варшавские кровати, застеленные бухарскими шёлковыми покрывалами, большой туалетный столик из красного дерева с зеркалом в резной раме. Среди многочисленных предметов на туалетном столике — шкатулка из красного дерева, а в ней ветка цветов флёрдоранжа и две венчальные свечи — А. Пешкова и Е. Волжиной. В гардеробе, расположенном у входа в спальню, хранятся белые атласные туфельки, кремовое свадебное платье Е. Волжиной, подаренное ей японское кимоно из синего шёлка с вышивкой. На прикроватной тумбочке — букетик засохших полевых цветов. Отдыхая на даче, А. М. Горький собрал эти цветы и преподнёс жене.
Малая столовая
Заканчивается экскурсия в буфетной комнате. Здесь можно увидеть посуду, самовар и другие кухонные принадлежности конца XIX — начала XX века.

## Уникальные коллекции музея
- Коллекция личных вещей А. М. Горького — 912 единиц хранения.
- Библиотека А. М. Горького — 804 единиц хранения.
- Художественная коллекция А. М. Горького — 26 предметов.
- Коллекция нэцкэ — 8 штук.

## Наиболее интересные предметы фондов
- Скульптурный портрет Л. Н. Толстого (автор И. Я. Гинцбург).
- Скульптурный портрет А. М. Горького (автор И. Я. Гинцбург).
- Письменный стол А. М. Горького (конец XIX века).
- Цветная гравюра В. В. Верещагина «Наполеон в Кремле».
- Фотопортрет А. М. Горького работы М. П. Дмитриева (сепия).